# Ana García Armada
Ana García Armada, (Santiago de Compostela, 17 de junio de 1970)  es una ingeniera de telecomunicaciones e investigadora española especializada en comunicaciones móviles de banda ancha y tecnología 5G. En la actualidad es Catedrática de Teoría de la Señal y Comunicaciones en la Universidad Carlos III de Madrid.

## Biografía
Se licenció en Ingeniería de Telecomunicación por la E.T.S.I. de Telecomunicación de la Universidad Politécnica de Madrid en 1994 y obtuvo el doctorado en el Departamento de Señales, Sistemas y Radiocomunicaciones de la misma universidad en 1998, año que pasó a formar parte como docente e investigadora de la Universidad Carlos III de Madrid donde actualmente desarrolla su trabajo centrado en ámbito de las comunicaciones móviles de banda ancha.
Ha realizado estancias de investigación la Universidad de Stanford University, el laboratorio de investigación electrónica Bell Labs, formando parte del equipo que obtuvo el tercer puesto en el premio de innovación "Bell Labs Prize 2014" y la Universidad de Southampton.
Actualmente es Catedrática de Teoría de la Señal y Comunicaciones de la Universidad Carlos III de Madrid, donde es responsable del Grupo de Comunicaciones y profesora de la misma.

### Investigación
Ana García Armada diseña algoritmos, fórmulas matemáticas de codificación de información que usan las tecnologías como la Televisión Digital Terrestre, las conexiones WIFI o la tecnología ADSL, y es investigadora principal de varios proyectos nacionales e internacionales. También es responsable del proyecto europeo TeleRescuer donde se desarrolló un robot teleoperado capaz de realizar rescates en el interior de una mina.
En 2015 formó parte del equipo que logró la patente MIMO HUB de la Universidad Carlos III: una chaqueta capaz de multiplicar por diez la velocidad de subida de contenidos de dispositivos móviles y que permite que una prenda, donde se camuflan decenas de antenas, pueda conectarse a cualquier terminal móvil para aumentar su velocidad de transferencia de datos, reducir el consumo de energía y mejorar su fiabilidad.
Asimismo, ha liderado un proyecto destinado a dotar de capacidad Li-Fi a las farolas de la calle, una técnica que utiliza diodos emisores de luz (LED) para la transmisión de datos en código binario mediante rápidos parpadeos imperceptibles para el ojo humano. Además, es coordinadora en el proyecto TeamUp5G, una iniciativa europea (European Training Network, ETN) para investigar y formar en redes de telefonía móvil 5G.

## Premios y reconocimientos
- 2010: Premio de Excelencia del Consejo Social de la Universidad Carlos III de Madrid en la modalidad de Jóvenes Investigadores.[16]

- 2014: Tercer puesto en el premio de innovación Bell Labs Prize.[17]
- 2019: Outstanding service award. IEEE Communications Society Signal Processing and Communications Electronics technical committee.[18]
- 2020: Otustanding service award,  IEEE Communications Society Women in Communications Engineering standing committee.[19]